# Limonium ferulaceum
Limonium ferulaceum es un subarbusto de la familia de las plumbagináceas.

## Descripción
Subarbusto enano densamente ramificado con densos penachos tipo escobilla de ramas floríferas y no floríferas, de hasta 40 cm de alto y con escamas pardo rojizas en la base. Hojas elípticas, no lobuladas, ausentes en el período de floración. Flores rosadas, de 5-6 mm, las ramas alternas con flores sólo hacia los extremos.
Este Limonium es bastante fácil de reconocer en comparación con las otras especies del género. Es una hierba con los tallos muy delgados y ramificados, muy parecidos a los de las inflorescencias. Las hojas están reducidas a escatas. Toda la planta adquiere coloraciones rojizas.

## Distribución y hábitat
Desde la península ibérica y el noroeste de África hacia el este hasta Bosnia y Herzegovina; ausente en las islas de Córcega y Cerdeña. Hábitats rocosos y arenosos, marjales. Florece desde finales de primavera y en verano.

## Taxonomía
Limonium ferulaceum fue descrita por (L.) Chaz. y publicado en Dictionnaire des Jardiniers 2: 35. 1790.
Etimología
Limonium: nombre genérico que procede del griego leimon, que significa "pradera húmeda", aludiendo al hábitat de muchas de las especies del género.
ferulaceum: epíteto latín que significa "como Ferula"
Sinonimia
- Myriolepis ferulacea (L.) Lledó, Erben & M.B. Crespo
- Statice ferulacea L.
- Limonium ferulaceum (L.) Chaz.
- Myriolimon ferulaceum(L.) Lledó, Erben & M.B.Crespo
- Taxanthema ferulacea (L.) Sweet[5]

## Nombre común
- Castellano: acelga seca.[6]